# Deutsche Leichtathletik-Meisterschaften 1986
Die 86. Deutschen Leichtathletik-Meisterschaften wurden vom 11. bis 13. Juli 1986 im Olympiastadion Berlin ausgetragen.

## Wettbewerbsprogramm
Im Frauen-Gehen stand die Streckenlänge von fünf Kilometern letztmals als Straßengehen auf dem Programm und wurde im kommenden Jahr abgelöst von den zehn Kilometern. Später wurde das Gehen bei den Frauen über 5000 Meter noch einmal zusätzlich als Bahnwettbewerb ausgetragen.

## Ausgelagerte Disziplinen
Außerdem wurden wie in den Jahren zuvor weitere Meisterschaftstitel an verschiedenen anderen Orten vergeben, in der folgenden Auflistung in chronologischer Reihenfolge benannt.
- Crossläufe – Lauterbach bei Buttenwiesen, 1. März mit Einzel- / Mannschaftswertungen für Frauen und Männer auf jeweils zwei Streckenlängen (Mittel- / Langstrecke)
- Marathonlauf – Stuttgart, am 20. April mit Einzel- / Mannschaftswertungen für Frauen und Männer[2]
- 5-km-Gehen (Frauen) / 50-km-Gehen (Männer) – Ichenhausen, 20. April mit jeweils Einzel- und Mannschaftswertungen
- Mehrkämpfe (Frauen: Siebenkampf) / (Männer: Zehnkampf) – Hannover, 19. / 20. Juli mit Einzel- und Mannschaftswertungen
- Langstaffeln, Frauen: 3 × 800 m / Männer: 4 × 800 m und 4 × 1500 m – Krefeld, 27. Juli im Rahmen der Deutschen Jugendmeisterschaften
- 25-km-Straßenlauf – Bad Oldesloe, 20. September mit Einzel- / Mannschaftswertungen für Frauen und Männer
- Berglauf – Bergen (Chiemgau), 28. September im Rahmen des Hochfellnberglaufs mit Einzelwertungen für Frauen und Männer

## Rekorde
Es wurden ein bundesdeutscher Rekord (BR) sowie ein gesamtdeutscher Rekord für Vereinsstaffeln (DRV) aufgestellt:
- Gesamtdeutscher Rekord für Vereinsstaffeln: 4 × 800 m Staffel: 7:12,15 min – VfB Stuttgart (Andreas Baranski, Hans Allmandinger, Herbert Wursthorn, Matthias Assmann)
- Speerwurf: 69,56 m – Beate Peters (TV Wattenscheid 01)

## Medaillengewinner, Männer
Die folgende Übersicht fasst die Medaillengewinner und -gewinnerinnen zusammen. Eine ausführlichere Übersicht mit den jeweils ersten acht in den einzelnen Disziplinen findet sich unter dem Link Deutsche Leichtathletik-Meisterschaften 1986/Resultate.
| Disziplin                                   | Gold                                                                               | Leistung           | Silber                                                                         | Leistung       | Bronze                                                                           | Leistung       |
| ------------------------------------------- | ---------------------------------------------------------------------------------- | ------------------ | ------------------------------------------------------------------------------ | -------------- | -------------------------------------------------------------------------------- | -------------- |
| 100 m (Wind: +2,9)                          | Christian Haas (LAC Quelle Fürth)                                                  | 10,18 s000000      | Jürgen Evers (SV Salamander Kornwestheim)                                      | 10,32 s        | Werner Zaske (TV Wattenscheid 01)                                                | 10,33 s        |
| 200 m (Wind: +1,7)                          | Ralf Lübke (LG Bayer Leverkusen)                                                   | 20,50 s000000      | Christian Haas (LAC Quelle Fürth)                                              | 20,63 s00      | Jürgen Evers (SV Salamander Kornwestheim)                                        | 20,66 s00      |
| 400 m                                       | Ralf Lübke (LG Bayer Leverkusen)                                                   | 44,98 s000000      | Erwin Skamrahl (VfL Wolfsburg)                                                 | 45,66 s00      | Jörg Vaihinger (VfL Sindelfingen)                                                | 45,92 s00      |
| 800 m                                       | Matthias Assmann (VfB Stuttgart)                                                   | 1:46,53 min0000    | Peter Braun (LG Tuttlingen-Fridingen)                                          | 1:46,41 min    | Thomas Giessing (LAZ bellanett Rhede)                                            | 1:47,50 min    |
| 1500 m                                      | Uwe Mönkemeyer (TV Wattenscheid 01)                                                | 3:38,59 min0000    | Uwe Becker (VfL Wolfsburg)                                                     | 3:38,80 min    | Willi Wülbeck (TV Wattenscheid 01)                                               | 3:39,31 min    |
| 5000 m                                      | Dieter Baumann (LG Alb Donau)                                                      | 13:45,00 min0000   | Thomas Wessinghage (ASV Köln)                                                  | 13:45,31 min   | Volker Welzel (VfL Menden)                                                       | 13:45,98 min   |
| 10.000 m                                    | Christoph Herle (VfL Waldkraiburg)                                                 | 28:34,39 min0000   | Hans-Jürgen Orthmann (VfL Wehbach)                                             | 28:41,37 min   | Michael Scheytt (SKV Eglosheim)                                                  | 28:43,10 min   |
| 25-km-Straßenlauf                           | Michael Scheytt (SKV Eglosheim)                                                    | 1:15:55 h00000000  | Hans-Jürgen Orthmann (VfL Wehbach)                                             | 1:16:54 h0000  | Michael Spöttel (VfL Waldkraiburg)                                               | 1:17:00 h0000  |
| 25-km-Straßenlauf, Mannschaftswertung       | LG FrankfurtJürgen Dächert Hans Pfisterer Hans-Joachim Hermann                     | 3:55:47 h00000000  | OSC HoechstRainer Graf Kurt Stenzel Helmut Stenzel                             | 3:57:32 h0000  | SKV EglosheimMichael Scheytt Reiner Müller Michler                               | 3:58:02 h0000  |
| Marathon                                    | Wolfgang Krüger (Gut Heil Lübeck 1876)                                             | 2:15:20 h00000000  | Jürgen Dächert (LG Frankfurt)                                                  | 2:15:27 h0000  | Hans Pfisterer (LG Frankfurt)                                                    | 2:15:27 h0000  |
| Marathon, Mannschaftswertung                | LG FrankfurtJürgen Dächert Hans Pfisterer Wolfgang Münzel                          | 6:53:35 h00000000  | PSV Grün-Weiß KasselThomas Eickmann Thomas Hahn Udo Engelbrecht                | 7:19:28 h0000  | SKV EglosheimRainer Mühlberg Michael Schweikle Werner Maiwald                    | 7:19:54 h0000  |
| 110 m Hürden (Wind: +1,4)                   | Siegfried Wentz (USC Mainz)                                                        | 13,76 s000000      | Guido Kratschmer (USC Mainz)                                                   | 13,90 s00      | Michael Radzey (MTG Mannheim)                                                    | 13,96 s00      |
| 400 m Hürden                                | Harald Schmid (TV Gelnhausen)                                                      | 48,59 s000000      | Peter Scholz (Eintracht Frankfurt)                                             | 49,69 s00      | Uwe Schmitt (Eintracht Frankfurt)                                                | 50,22 s00      |
| 3000 m Hindernis                            | Patriz Ilg (LAC Quelle Fürth)                                                      | 8:28,34 min0000    | Rainer Schwarz (LC Buchendorf)                                                 | 8:30,12 min    | Engelbert Franz (VfL Waldkraiburg)                                               | 8:34,18 min    |
| 4 × 100 m Staffel                           | TV Wattenscheid 01Werner Bastians Werner Zaske Fritz Heer Rolf Kistner             | 39,47 s000000      | VfL WolfsburgAndreas Knötgen Stefan Meyer Markus Kessler Erwin Skamrahl        | 39,70 s00      | SV Salamander KornwestheimJürgen Evers Markus Klameth Peter Klein Jürgen Koffler | 39,74 s00      |
| 4 × 400 m Staffel                           | VfL SindelfingenGert Benz Stefan Schnabel Martin Bürkle Jörg Vaihinger             | 3:06,88 min0000    | SV Salamander KornwestheimJürgen Koffler Jürgen Evers Andreas Zügel Klaus Just | 3:07,55 min    | VfL KamenVerhufen Mark Henrich Thomas Jopp Hartmut Weber                         | 3:08,01 min    |
| 4 × 800 m Staffel                           | VfB StuttgartAndreas Baranski Hans Allmandinger Herbert Wursthorn Matthias Assmann | 7:12,15 min DRV    | MTV IngolstadtFranz-Josef Modlmair Armin Steller Hans-Peter Ferner Hans Lang   | 7:13,96 min    | LG Nord BerlinIngo Plucinski Helge Loska Bernd Müller Holger Böttcher            | 7:18,78 min    |
| 4 × 1500 m Staffel                          | VfL WolfsburgJens Becker Wolfgang Schreiber Eckhardt Rüter Uwe Becker              | 15:06,41 min0000   | TV Wattenscheid 01Michael Damberg Steffen Brand Willi Wülbeck Uwe Mönkemeyer   | 15:06,75 min   | ASC DarmstadtEckhardt Grethlein Michael Heist Ralf Eckert Daniel Gottschall      | 15:08,87 min   |
| 20-km-Gehen                                 | Wolfgang Wiedemann (LAC Quelle Fürth)                                              | 1:26:01 h00000000  | Franz-Josef Weber (TuS Rot-Weiß Koblenz)                                       | 1:26:50 h0000  | Torsten Zervas (Eintracht Frankfurt)                                             | 1:27:42 h0000  |
| 20-km-Gehen, Mannschaftswertung             | LAC Quelle FürthWolfgang Wiedemann Robert Mildenberger Siegmar Neuner              | 4:26:40 h00000000  | Eintracht FrankfurtTorsten Zervas Hans Michalski Uwe Jakob                     | 4:38:38 h0000  | VfL WolfsburgKarl Degener Jürgen Meyer Dahl                                      | 4:44:06 h0000  |
| 50 km Gehen                                 | Alfons Schwarz (LAC Quelle Fürth)                                                  | 4:01:28 h00000000  | Robert Mildenberger (LAC Quelle Fürth)                                         | 4:02:42 h0000  | Detlef Heitmann (LGU Brake)                                                      | 4:03:59 h0000  |
| 50 km Gehen, Mannschaftswertung             | LAC Quelle FürthAlfons Schwarz Robert Mildenberger Horst-Joachim Matern            | 12:25:57 h00000000 | Meiendorfer SVFritz Helms Thomas Hansen Braun                                  | 12:57:39 h0000 | Eintracht FrankfurtHans Michalski Ralf Engel Helmut Teutsch                      | 14:03:30 h0000 |
| Hochsprung                                  | Carlo Thränhardt (ASV Köln)                                                        | 2,25 m             | Andre Schneider-Laub (TV Wattenscheid 01)                                      | 2,22 m         | Peter Blank (LG Frankfurt)                                                       | 2,22 m         |
| Stabhochsprung                              | Władysław Kozakiewicz (TK Hannover)                                                | 5,55 m             | Bernhard Zintl (USC München)                                                   | 5,50 m         | Peter Volmer / Jürgen Winkler (beide TV Wattenscheid 01)                         | 5,30 m         |
| Weitsprung                                  | Dietmar Haaf (LG Glems)                                                            | 7,97 m             | Jürgen Hingsen (LAV Bayer Uerdingen/Dormagen)                                  | 7,75 m         | Markus Kessler (VfL Wolfsburg)                                                   | 7,72 m         |
| Dreisprung                                  | Peter Bouschen (DJK Agon 08 Düsseldorf)                                            | 16,80 m            | Wolfgang Zinser (LG Bayer Leverkusen)                                          | 16,67 m        | Klaus Kübler (SV Salamander Kornwestheim)                                        | 16,43 m        |
| Kugelstoßen                                 | Karsten Stolz (TV Wattenscheid 01)                                                 | 19,92 m            | Udo Gelhausen (LG Bayer Leverkusen)                                            | 19,43 m        | Rolf Saalfrank (LAC Quelle Fürth)                                                | 19,24 m        |
| Diskuswurf                                  | Alois Hannecker (MTV Ingolstadt)                                                   | 65,28 m            | Rolf Danneberg (LG Wedel-Pinneberg)                                            | 65,22 m        | Alwin Wagner (USC Mainz)                                                         | 63,42 m        |
| Hammerwurf                                  | Christoph Sahner (TV Wattenscheid 01)                                              | 79,56 m            | Klaus Ploghaus (LG Bayer Leverkusen)                                           | 77,74 m        | Norbert Radefeld (VfL Wolfsburg)                                                 | 77,48 m        |
| Speerwurf                                   | Wolfram Gambke (LG Wedel-Pinneberg)                                                | 81,30 m            | Klaus Tafelmeier (LG Bayer Leverkusen)                                         | 80,82 m        | Peter Schreiber (LG Bayer Leverkusen)                                            | 76,88 m        |
| Zehnkampf                                   | Jens Schulze (LC Paderborn)                                                        | 8030 P             | Michael Neugebauer (MTV Ingolstadt)                                            | 7938P P        | Hans-Joachim Häberle (LG Bayer Leverkusen)                                       | 7686 P         |
| Zehnkampf, Mannschaftswertung               | LC PaderbornJens Schulze Rolf Müller Stephan Kallenberg                            | 23.029 P           | MTV IngolstadtMichael Neugebauer Bruno Chirco Michael Hess                     | 22.390 P       | MTV IngolstadtMichael Neugebauer Bruno Chirco Michael Hess                       | 21.231 P       |
| Crosslauf Mittelstrecke – 3,7 km            | Volker Welzel (VfL Platte Heide Menden)                                            | 11:15,2 min00000   | Miroslaw Kuziola (LG Frankfurt)                                                | 11:17,6 min0   | Ernst Noack (VfL Waldkraiburg)                                                   | 11:22,5 min0   |
| Crosslauf Mittelstrecke, Mannschaftswertung | VfL WaldkraiburgErnst Noack Andreas Pichler Klaus Hammer                           | Pl.-Ziff. 40       | LG Bayer LeverkusenMatthias Kohls Ernst Ludwig A. Müller                       | Pl.-Ziff. 51   | Stuttgarter KickersKai Röcker Rüdiger Grunwald Jürgen Herzog                     | Pl.-Ziff. 64   |
| Crosslauf Langstrecke – 10,3 km             | Werner Grommisch (LAV Erdgas Essen)                                                | 31:10,6 min00000   | Michael Scheytt (SKV Eglosheim)                                                | 31:25,0 min0   | Hans-Jürgen Orthmann (VfL Wehbach)                                               | 31:31,56 min   |
| Crosslauf Langstrecke, Mannschaftswertung   | VfL WaldkraiburgEngelbert Franz Michael Spöttel Konrad Dobler                      | Pl.-Ziff. 22       | LG FrankfurtJürgen Dächert Hans Pfisterer Hans-Joachim Hermann                 | Pl.-Ziff. 37   | SKV EglosheimMichael Scheytt Wilhelm Gellert Matthias Flindt                     | Pl.-Ziff. 82   |
| Berglauf, Hochfellnberglauf                 | Michael Scheytt (SKV Eglosheim)                                                    | 41:27,5 min00000   | Charly Doll (LG Hohenfels)                                                     | 42:00,1 min0   | Christoph Herle (VfL Waldkraiburg)                                               | 42:17,5 min0   |

## Medaillengewinnerinnen, Frauen
| Disziplin                                   | Gold                                                                         | Leistung      | Silber                                                                      | Leistung      | Bronze                                                              | Leistung       |
| ------------------------------------------- | ---------------------------------------------------------------------------- | ------------- | --------------------------------------------------------------------------- | ------------- | ------------------------------------------------------------------- | -------------- |
| 100 m (Wind: +0,8)                          | Heidi-Elke Gaugel (VfL Sindelfingen)                                         | 11,56 s00     | Resi März geb. Fischer (MTV Ingolstadt)                                     | 11,58 s00     | Monika Hirsch (USC Mainz)                                           | 11,58 s00      |
| 200 m (Wind: +0,5)                          | Heidi-Elke Gaugel (VfL Sindelfingen)                                         | 23,20 s00     | Anke Köninger (VfL Sindelfingen)                                            | 23,55 s00     | Resi März geb. Fischer (MTV Ingolstadt)                             | 23,55 s00      |
| 400 m                                       | Gisela Kinzel geb. Gottwald (SC Eintracht Hamm)                              | 51,56 s00     | Gaby Bußmann (SC Eintracht Hamm)                                            | 51,71 s00     | Ute Thimm geb. Finger (TV Wattenscheid 01)                          | 52,27 s00      |
| 800 m                                       | Gaby Bußmann (SC Eintracht Hamm)                                             | 2:02,11 min   | Brigitte Brückner (LAC Quelle Fürth)                                        | 2:03,23 min   | Gabriela Lesch (TSV Kirchhain)                                      | 2:04,37 min    |
| 1500 m                                      | Brigitte Kraus (ASV Köln)                                                    | 4:13,39 min   | Vera Michallek geb. Steiert (LG Frankfurt)                                  | 4:14,81 min   | Birgit Schmidt (LC Paderborn)                                       | 4:15,75 min    |
| 3000 m                                      | Brigitte Kraus (ASV Köln)                                                    | 8:47,83 min   | Iris Biba (LAZ Hanau-Bruchköbel)                                            | 8:54,99 min   | Sabine Kunkel (VfL Wolfsburg)                                       | 9:03,77 min    |
| 10.000 m                                    | Brigitte Kraus (ASV Köln)                                                    | 32:47,80 min  | Ellen Wessinghage geb. Tittel (TuS Rot-Weiß Koblenz)                        | 33:06,43 min  | Monika Schäfer (LAC Quelle Fürth)                                   | 33:13,23 min   |
| 25-km-Straßenlauf                           | Kerstin Preßler (LG Süd Berlin)                                              | 1:29:46 h0000 | Gabriela Wolf (LAV co op Dortmund)                                          | 1:30:52 h0000 | Christina Mai (LAV co op Dortmund)                                  | 1:31:08 h0000  |
| 25-km-Straßenlauf, Mannschaftswertung       | LAV co op DortmundGabriela Wolf Christina Mai Bernadette Hudy                | 4:34:26 h0000 | ESV MünsterGudrun Mrusek Gabriele Wehr Regina Schiek                        | 5:09:42 h0000 | LG SeesenBrigitte Jordan Karola Weiglein Heidi Kissling             | 5:10:17 h0000  |
| Marathon                                    | Heidi Hutterer (TG Landshut)                                                 | 2:36:44 h0000 | Gabriela Wolf (LAV co op Dortmund)                                          | 2:37:33 h0000 | Bernadette Hudy (LAV co op Dortmund)                                | 2:47:10 h0000  |
| Marathon, Mannschaftswertung                | LAV co op DortmundGabriela Wolf Bernadette Hudy Heide Schulte                | 8:20:42 h0000 | LG Lage-DetmoldBrigitte Mühlisch Annegret Hoppe-Schrahe Annemarie Stiegmann | 9:34:28 h0000 | ASV HorbGudrun Fordtner Maria Hellstern Ursula Martini              | 10:26:27 h0000 |
| 100 m Hürden (Wind: +2,2)                   | Edith Oker (LG Bayer Leverkusen)                                             | 13,28 s00     | Claudia Reidick (MTG Mannheim)                                              | 13,36 s00     | Birgit Dressel (USC Mainz)                                          | 13,38 s00      |
| 400 m Hürden                                | Gudrun Abt (TSV Genkingen)                                                   | 56,94 s00     | Beate Holzapfel (LG Bayer Leverkusen)                                       | 56,95 s00     | Simone Büngener (TV Wattenscheid 01)                                | 58,10 s00      |
| 4 × 100 m Staffel                           | VfL SindelfingenUlrike Sarvari Anke Köninger Andrea Bersch Heidi-Elke Gaugel | 43,85 s00     | USC MainzAnnegret Schwarz Ulrike Mühlenbein Birgit Dressel Monika Hirsch    | 44,58 s00     | SCC BerlinAnna Buballa Irena Knurr Sabina Beblo Sandra Seuser       | 44,95 s00      |
| 4 × 400 m Staffel                           | LG Bayer LeverkusenSabine Drücke Susanne Meiß Elke Decker Beate Holzapfel    | 3:38,65 min   | SCC BerlinAngela Wilhelm Irena Knurr Sandra Seuser Sabina Beblo             | 3:39,84 min   | SuS Schalke 96Wiegmann Koslowski Steinrötter Zimmek                 | 3:41,22 min    |
| 3 × 800 m Staffel                           | ASV KölnRoswitha Gerdes Sonja Kaufmann Brigitte Kraus                        | 6:23,79 min   | LG Bayer LeverkusenSabine Weiß Petra Kleinbrahm Ines Deselaers              | 6:25,14 min   | TSV KirchhainEdith Krause geb. Maciossek Jutta Nübel Gabriela Lesch | 6:25,19 min    |
| 5 km Gehen                                  | Renate Warz (LG Mainburg-Niederaichbach)                                     | 24:10 min00   | Ingrid Adam (LAV Düsseldorf)                                                | 24:29 min00   | Adelheid Zschieschang (LAV co op Dortmund)                          | 24:33 min00    |
| 5 km Gehen, Mannschaftswertung              | LAV co op DortmundAdelheid Zschieschang Martina Kemper Ingrid Steiff         | 1:14:54 h0000 | LG Mainburg-NiederaichbachRenate Warz Gabi Daffner Judith Pfeiffer          | 1:17:02 h0000 | TSG EsslingenBarbara Knäringer Dorothee Knäringer Traude Knäringer  | 1:20:50 h0000  |
| Hochsprung                                  | Heike Redetzky (LG Bayer Leverkusen)                                         | 1,90 m000     | Birgit Dressel (USC Mainz)                                                  | 1,88 m        | Bettina Braag (LG Gevelsberg-Schwelrn)                              | 1,85 m         |
| Weitsprung                                  | Monika Hirsch (USC Mainz)                                                    | 6,66 m000     | Andrea Hannemann (SC Eintracht Hamm)                                        | 6,37 m        | Silke Harms (TSV Stelle)                                            | 6,34 m         |
| Kugelstoßen                                 | Claudia Losch (LAC Quelle Fürth)                                             | 20,92 m000    | Iris Plotzitzka (LAC Quelle Fürth)                                          | 19,06 m       | Stephanie Storp (VfL Wolfsburg)                                     | 18,63 m        |
| Diskuswurf                                  | Claudia Losch (LAC Quelle Fürth)                                             | 62,36 m000    | Ursula Kreutel (Stuttgarter Kickers)                                        | 54,06 m       | Mechthild Schönleber (MTV Ingolstadt)                               | 53,86 m        |
| Speerwurf                                   | Beate Peters (TV Wattenscheid 01)                                            | 69,56 m BR    | Ingrid Thyssen (LG Bayer Leverkusen)                                        | 66,88 m       | Manuela Alizadeh (Sportvg Feuerbach)                                | 60,26 m        |
| Siebenkampf                                 | Birgit Dressel (USC Mainz)                                                   | 6377 P        | Renate Pfeil (LG Bayer Leverkusen)                                          | 5914 P        | Andrea Breder (SV Saar 05 Saarbrücken)                              | 5780 P         |
| Siebenkampf, Mannschaftswertung             | MTV IngolstadtBirgit Clarius Cornelia Heinrich Sabine Schwarz                | 15.053 P      | LG Bayer LeverkusenRenate Pfeil Antje Schmuck Anke Straschewski             | 16.398 P      | LG Nordwest HamburgGabriele Scholz Stefanie Hühn Silke Nahler       | 16.206 P       |
| Crosslauf Mittelstrecke – 2,3 km            | Elisabeth Franzis (SV Sonsbeck)                                              | 7:36,8 min0   | Heidrun Vetter (TSV Genkingen)                                              | 7:39,3 min0   | Sabine Kunkel (VfL Wolfsburg)                                       | 7:40,5 min0    |
| Crosslauf Mittelstrecke, Mannschaftswertung | LG Bayer LeverkusenSabine Weiß Vera Kemper Ines Deselaers                    | Pl.-Ziff. 33  | LAZ Hanau-BruchköbelIris Biba Anke Lipfert Maren Isigkeit                   | Pl.-Ziff. 41  | TV KonstanzUlrike Beck Roßkopf Petra Höfler                         | Pl.-Ziff. 51   |
| Crosslauf Langstrecke – 6,3 km              | Charlotte Teske geb. Bernhard (ASC Darmstadt)                                | 21:25,8 min0  | Susanne Riermeier (VfL Waldkraiburg)                                        | 21:40,3 min0  | Christina Mai (LAV co op Dortmund)                                  | 21:47,8 min0   |
| Crosslauf Langstrecke, Mannschaftswertung   | LAV co op DortmundChristina Mai Bernadette Hudy Gabriela Wolf                | Pl.-Ziff. 37  | LG Süd BerlinKerstin Preßler Silvia Wilhelm Susanne Müller                  | Pl.-Ziff. 42  | PSV Grün-Weiß KasselAngelika Stephan Mira Sax Britta Ringk          | Pl.-Ziff. 57   |
| Berglauf, Hochfellnberglauf                 | Olivia Grüner (LT Radolfzell)                                                | 49:22,8 min0  | Christiane Fladt (TV Isny)                                                  | 51:30,1 min0  | Paula Mangold (LAG Garmisch-Partenkirchen)                          | 51:56,6 min0   |